# غيل سكوت (كاتبة)
غيل سكوت (بالإنجليزية: Gail Scott)‏ (1945، أوتاوا في كندا)؛ شاعرة، مترجمة، كاتِبة وروائية كندية. درست في جامعة كوينز.